# Пуа, Виктор
Ви́ктор Пу́а (исп. Víctor Haroldo Púa Sosa; род. 31 мая 1956 или 31 марта 1956, Пасо-де-лос-Торос, Такуарембо) — уругвайский футболист и тренер. Возглавлял сборную Уругвая на чемпионате мира 2002 года.

## Биография
Виктор Пуа начал карьеру игрока в 1970 году в «Ливерпуле» (Монтевидео). Выступал на позиции защитника. С 1975 года 11 раз сменил команды. Наибольшее количество сезонов при этом ему удалось провести за «Дефенсор» (тогде ещё не объединившийся со «Спортингом») — в общей сложности 5 лет. В основном же играл лишь по 1 сезону в каждой из команд, среди которых была и знаменитая парагвайская «Олимпия». Завершил карьеру в 1989 году и сразу же начал тренерскую деятельность.
Возглавлял уругвайский «Ривер Плейт» в 1990—1993 годах. После этого очень долго работал с юношескими и молодёжными сборными Уругвая. Под его руководством было воспитано множество игроков мирового уровня. Так, среди вице-чемпионов мира 1997 года для футболистов не старше 20 лет были Густаво Мунуа, Пабло Гарсия, Марсело Салайета, Николас Оливера, Фабиан Карини, Алехандро Лембо, Марио Регейро. Работал Пуа со сборной и на Кубке конфедераций 1997 года.
В 1999 году Пуа дошёл до 4-го места на очередном молодёжном чемпионате мира. Среди новичков той команды можно отметить Гонсало Сорондо, Эрнесто Чевантона, Фабиана Каноббио, Диего Форлана. Ассоциация футбола Уругвая приняла решение выставить молодёжный состав на Кубок Америки 1999 года (костяк составили игроки, участвовавшие в молодёжных первенствах мира 1997 и 1999 годов). Возглавил сборную как раз Пуа. И эта команда сумела дойти до финала главного турнира для южноамериканских сборных, где уступила Бразилии со счётом 0:3.
В 2000—2001 годах Пуа был помощником в сборной у аргентинца Даниэля Пасареллы. В 2001 АУФ вновь назначила Виктора в качестве тренера сборной, которую он вывел на чемпионат мира 2002. На самом турнире уругвайцы выступили неудачно, хотя, в случае победы над Сенегалом в последнем матче группового турнира, они могли выйти в 1/8 финала. После перерыва в том матче, признанном одним из лучших на турнире, Сенегал вёл со счётом 3:0, но южноамериканцам удалось сравнять счёт. Имели они несколько возможностей забить и четвёртый гол.
В 2003 году Пуа на тренерском мостике сборной сменил Хуан Рамон Карраско. В 2004 Пуа возглавил «Росарио Сентраль», но был вынужден уйти из аргентинской команды из-за разногласий с руководством после второго матча. Кроме того, «Росарио» уступил в класико «Ньюэллс Олд Бойз».
В 2007 году возглавил молодёжный состав «Пеньяроля». В 2009 году руководил основой этого уругвайского гранда.